# Ljungby
Ljungby je město ve Švédsku (16 000 obyvatel). Patří do kraje Kronoberg. Západně od města se nachází jezero Bolmen.
V noci ze 4. na 5. června 1953 zničil většinu Ljungby požár. Město bylo znovu vystavěno v mezinárodním modernistickém stylu.
Nachází se zde továrna firmy Elektrolux.
V Ljungby se narodili fotograf Oscar Bladh, kameraman Gunnar Fischer, fotbalista Rade Prica a hokejista Roger Johansson. Při nehodě autobusu nedaleko Ljungby 27. září 1986 zahynul kytarista skupiny Metallica Cliff Burton. Ke třicátému výročí byl na tomto místě postaven pomník.